# Стеларатор
Стеларатор е тип реактор за управляем термоядрен синтез. Изобретен е от Лайман Спицер през 1951 г. Наименованието е свързано със „стела“ на латински: stella – звезда, което указва на сходността на процесите, протичащи в стеларатора и вътрешността на звездите.

## Конструкция и принцип на действие
Стелараторът представлява затворен магнитен капан за удържане на високотемпературна плазма. Принципната разлика между стеларатора и токамака е в това, че магнитното поле изолиращо плазмата от вътрешните стени на тороидалната камера се създава от изцяло външни намотки, което позволява използването му в непрекъснат режим. Неговите силови линии се подлагат на ротационно преобразуване, в резултат на което линиите могат многократно да обхождат тора и да образуват система от затворени тороидални магнитни повърхности, вложени една в друга.
Във всички стеларатори, построени преди началото на XXI век конфигурациите на ротационното преобразуване са подобни една на друга . Тази конфигурация далеч не е съвършена и теоретичното време за удържане на плазмата на практика е значително намалено. Затова доста дълго време токамаците имат доста по-добри показатели от стелараторите.
Съществен прогрес в развитието на стелараторите е постигнат в началото на XXI век във връзка с развитието на компютърните технологии и в частност на компютърните графични програми. С тяхна помощ магнитната система на стеларатора е оптимизирана и се появява съвсем нова конфигурация на ротационното преобразуване, в която нужното магнитно поле се създава само от една намотка, състояща се от модулни триизмерни тороидални намотки със сложно изкривена форма.
В началото на 2016 г. в института Макс Планк в Грайфсвалд, Германия е пуснат в действие експериментален стеларатор „Wendelstein 7-X“